# Gaetanus secundus
Gaetanus secundus är en kräftdjursart som beskrevs av Esterly 1911. Gaetanus secundus ingår i släktet Gaetanus och familjen Aetideidae. Inga underarter finns listade i Catalogue of Life.